# Zádub-Závišín
Obec Zádub-Závišín (něm. Hohendorf-Abaschin) se nachází v okrese Cheb, kraj Karlovarský. Žije zde 495 obyvatel. Obecní úřad se nachází v části Zádub.

## Historie
První písemná zmínka o obci pochází z roku 1273, kdy se všechny tři její dnešní části (Zadub, Zauissino, Milhoztouo) uvádějí v majetku tepelského kláštera. Této vrchnosti náležely až do zrušení poddanství roku 1848.

## Obyvatelstvo
| Rok            | 1869 | 1880 | 1890 | 1900 | 1910  | 1921 | 1930  | 1950 | 1961 | 1970 | 1980 | 1991 | 2001 | 2011 |
| -------------- | ---- | ---- | ---- | ---- | ----- | ---- | ----- | ---- | ---- | ---- | ---- | ---- | ---- | ---- |
| Počet obyvatel | 599  | 737  | 814  | 897  | 1 114 | 949  | 1 052 | 515  | 413  | 328  | 277  | 257  | 263  | 308  |
| Počet domů     | 87   | 104  | 106  | 111  | 130   | 142  | 169   | 132  | 91   | 89   | 86   | 87   | 101  | 112  |

## Pamětihodnosti
- přírodní rezervace Prameniště Teplé v k. ú. obce
- Tisíciletá lípa - památný strom využívaný jako kaple, zanikl roku 1821

## Části obce
- Milhostov
- Zádub
- Závišín

## Galerie

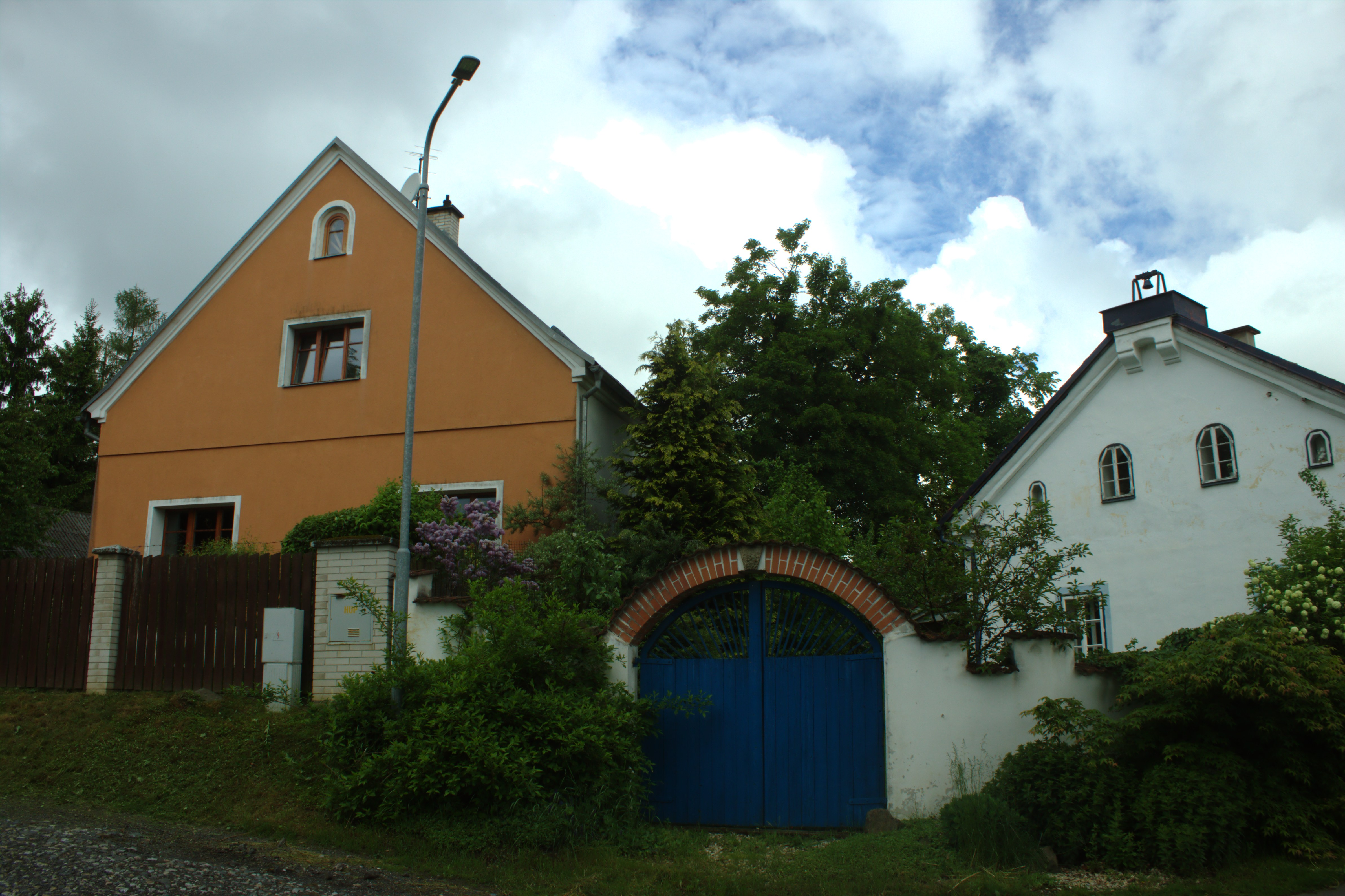
Náves v Zádubu
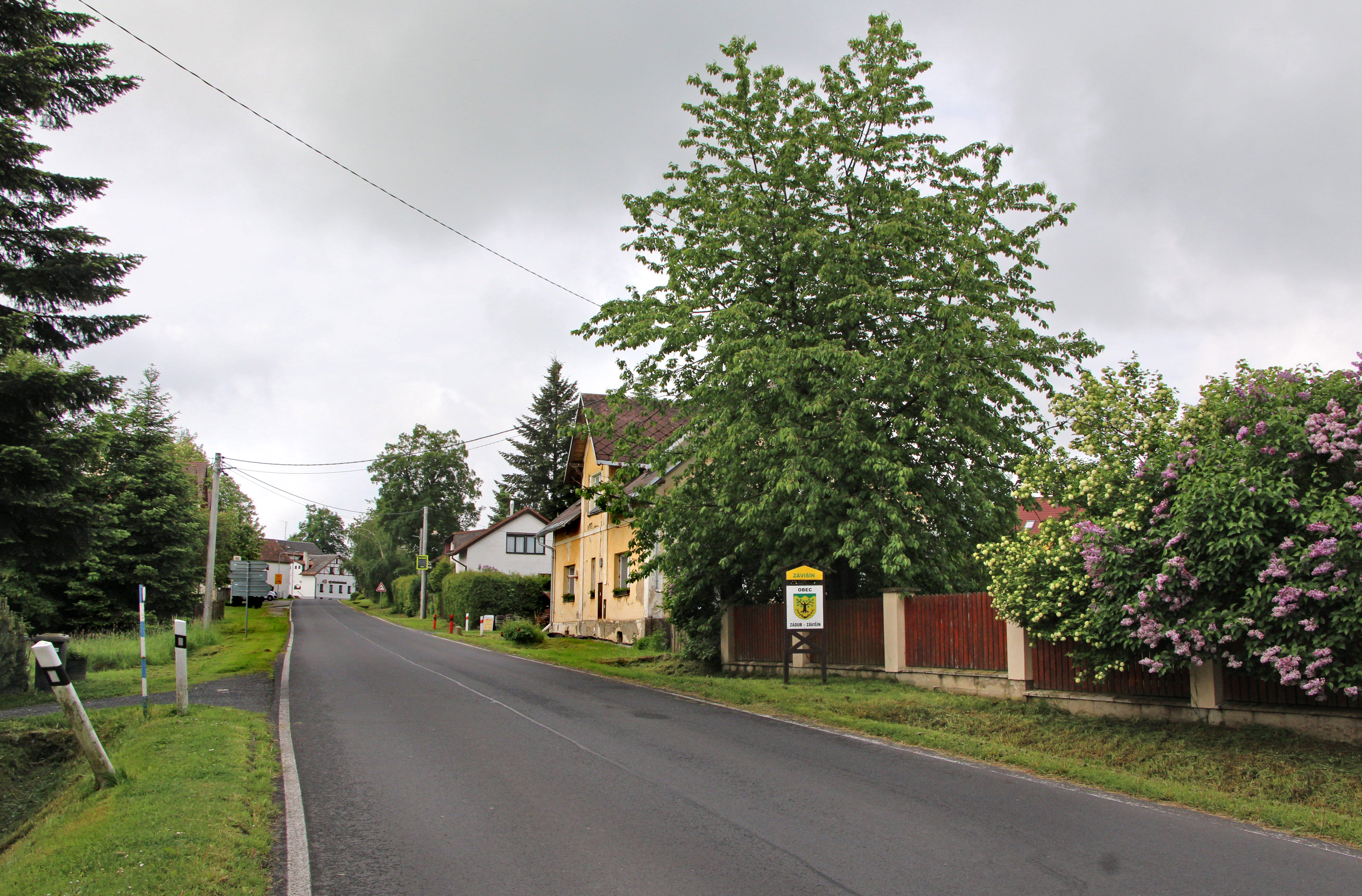
Hlavní silnice v Závišíně
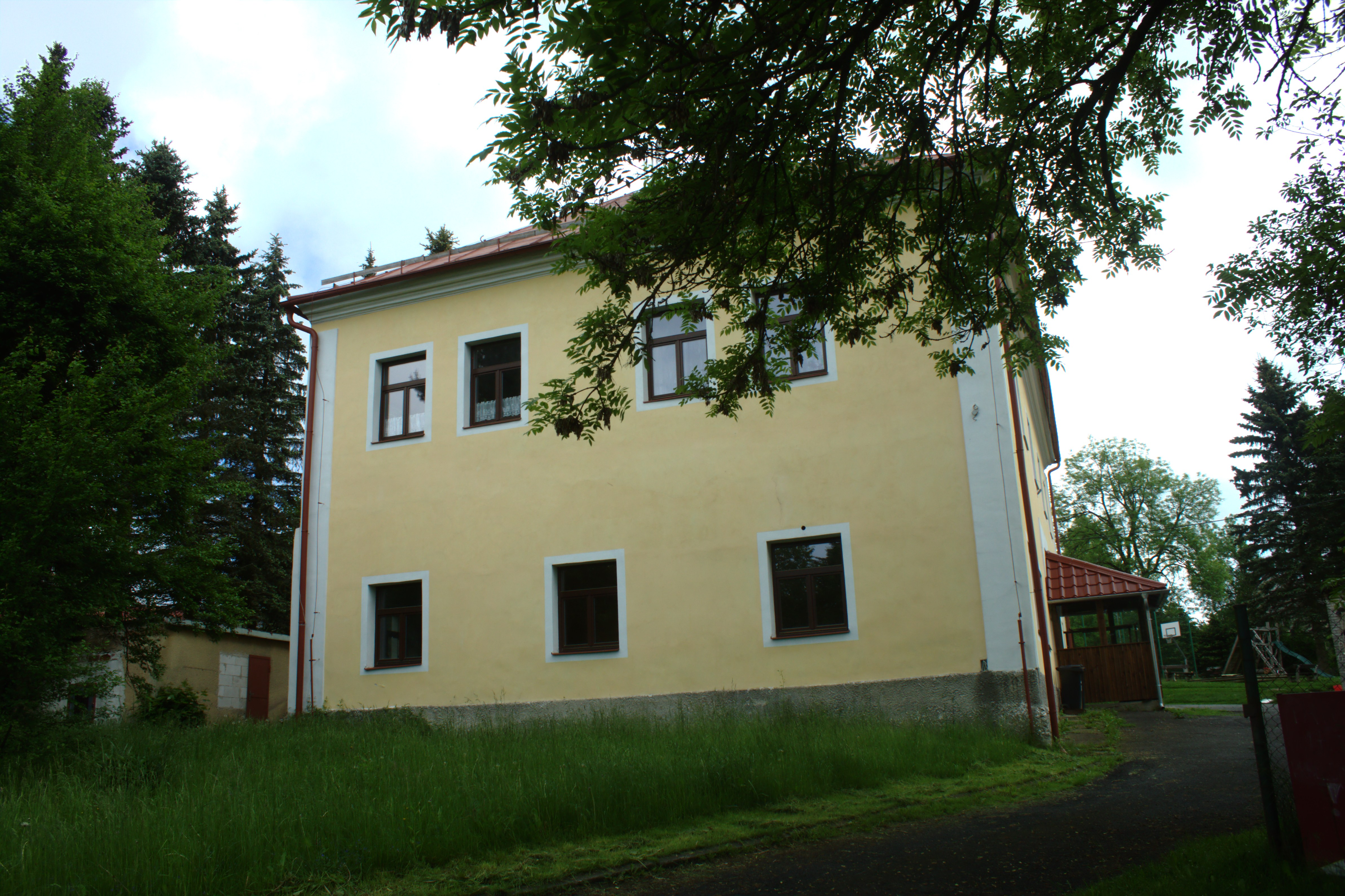
Školy v Zádubu
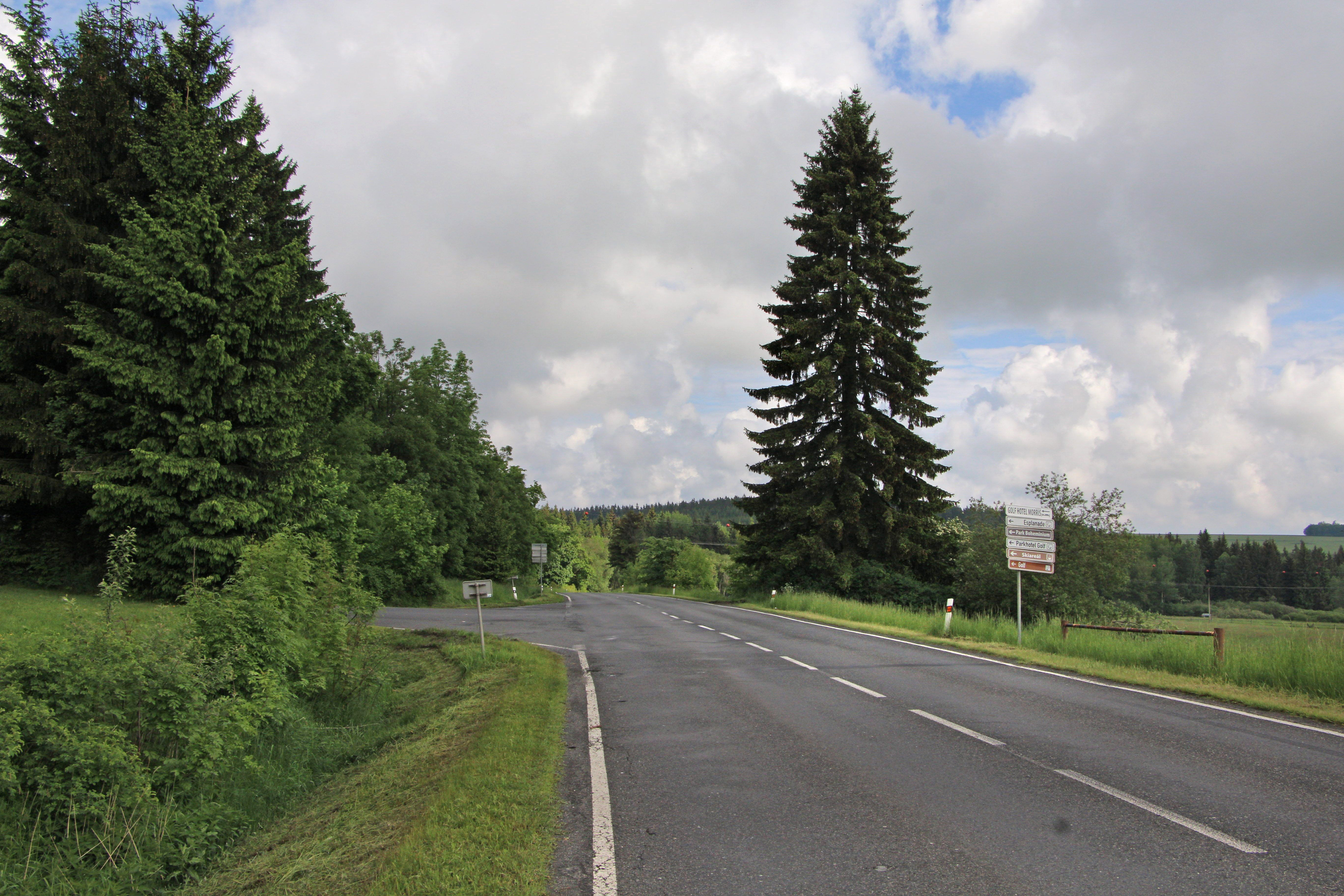
Silnice II/230 u obce